# Roland Händle
Roland Händle (Marburgo, 11 de octubre de 1967) es un deportista alemán que compitió en remo. Su hermano Christian compitió en el mismo deporte. Ganó una medalla de bronce en el Campeonato Mundial de Remo de 1997, en la prueba de cuatro sin timonel ligero.

## Palmarés internacional
| Campeonato Mundial | Campeonato Mundial     | Campeonato Mundial | Campeonato Mundial        |
| Año                | Lugar                  | Medalla            | Prueba                    |
| ------------------ | ---------------------- | ------------------ | ------------------------- |
| 1997               | Aiguebelette (Francia) | Medalla de bronce  | Cuatro sin timonel ligero |